# United States Basketball League 1990
La stagione USBL 1990 fu la quinta  della United States Basketball League. La lega, dopo un anno di pausa forzata, causato dal fallimento di alcune franchigie prima del via, riprese le attività in forma ridotta. Parteciparono 5 squadre in un unico girone, e alcune squadre non terminarono il campionato. Non vennero disputati i play-off e dopo la regular season i Jacksonville Hooters, che avevano terminato con un record di 15-1, vennero dichiarati campioni.
Rispetto alla stagione 1988, la lega perse i Jersey Shore Bucs e i Long Island Knights, che fallirono, mentre i Miami Tropics sospesero le operazioni. Si aggiunse una nuova franchigia, i New York Whitecaps.

## Squadre partecipanti
- Jacksonv. Hooters
- N.H. Skyhawks
- N.Y. Whitecaps
- P. Beach Stingrays
- Philadelphia Aces

## Classifica finale
| Squadra                | V  | P | %    | GB |
| ---------------------- | -- | - | ---- | -- |
| Jacksonville Hooters C | 15 | 1 | 93,8 | -  |
| New Haven Skyhawks     | 7  | 7 | 50,0 | 7  |
| Palm Beach Stingrays   | 3  | 9 | 25,0 | 10 |
| New York Whitecaps     | 1  | 5 | 16,7 | 8  |
| Philadelphia Aces      | 1  | 5 | 16,7 | 8  |

## Vincitore
| Campione USBL 1990               |
| -------------------------------- |
| Jacksonville Hooters (1º titolo) |

## Statistiche
| Categoria             | Giocatore     | Squadra              | Stat |
| --------------------- | ------------- | -------------------- | ---- |
| Punti per gara        | Lewis Lloyd   | Philadelphia Aces    | 26,8 |
| Rimbalzi per gara     | Alex Roberts  | New York Whitecaps   | 15,3 |
| Assist per gara       | Jerry Johnson | Jacksonville Hooters | 8,8  |
| Palle rubate per gara | Jerry Johnson | Jacksonville Hooters | 3,1  |
| Stoppate per gara     | John Bailey   | Palm Beach Stingrays | 3,1  |
| FG%                   | Alex Roberts  | New York Whitecaps   | 75,7 |
| FT%                   | Tommy Starkes | New York Whitecaps   | 94,7 |

## Premi USBL
- USBL Player of the Year: Jerry Johnson, Jacksonville Hooters
- USBL Coach of the Year: Rex Morgan, Jacksonville Hooters
- USBL Rookie of the Year: Randy Henry, Jacksonville Hooters
- All-USBL First Team
  - Alex Roberts, New York Whitecaps
  - Lewis Lloyd, Philadelphia Aces
  - Randy Henry, Jacksonville Hooters
  - Jerry Johnson, Jacksonville Hooters
  - Terrance Allen, Palm Beach Stingrays
- All-USBL Second Team
  - Ken McClary, Palm Beach Stingrays
  - John Bailey, Palm Beach Stingrays
  - Damari Riddick, New Haven Skyhawks
  - Shaun McDaniels, New Haven Skyhawks
  - Danny Pearson, Jacksonville Hooters
- USBL All-Defensive Team
  - Alex Roberts, New York Whitecaps
  - Norris Coleman, Jacksonville Hooters
  - Gary Massey, New Haven Skyhawks
  - Jerry Johnson, Jacksonville Hooters
  - Howard Evans, Philadelphia Aces
- USBL All-Rookie Team
  - Jessie Sprinner, Jacksonville Hooters
  - Tony Judkins, New Haven Skyhawks
  - Randy Henry, Jacksonville Hooters
  - Phil Gamble, New Haven Skyhawks
  - Tony Parris, Palm Beach Stingrays